# Ендрю Гантер (британський плавець)
Ендрю Гантер (англ. Andrew Hunter; нар. 25 липня 1986) — британський плавець.
Учасник Олімпійських Ігор 2008 року.
Призер Чемпіонату світу з плавання на короткій воді 2008 року.
Призер Чемпіонату Європи з водних видів спорту 2006 року.
Призер Ігор Співдружності 2006, 2010 років.